# Андерсен, Борге
Борге Андерсен (дат. Børge Andersen; 19 марта 1934 — 8 февраля 1993) — датский шахматист, международный мастер (1964).
Чемпион Дании (1958, 1967, 1968, 1973). В составе сборной Дании участник 5-и Олимпиад (1954, 1958, 1964—1966, 1974).
В 1975 году он завершил шахматную карьеру.